# Brand-Laaben
Brand-Laaben osztrák község Alsó-Ausztria St. Pölten-i járásában. 2024 januárjában 1258 lakosa volt. 

## Elhelyezkedése

Brand-Laaben a Sankt Pölten-i járásban

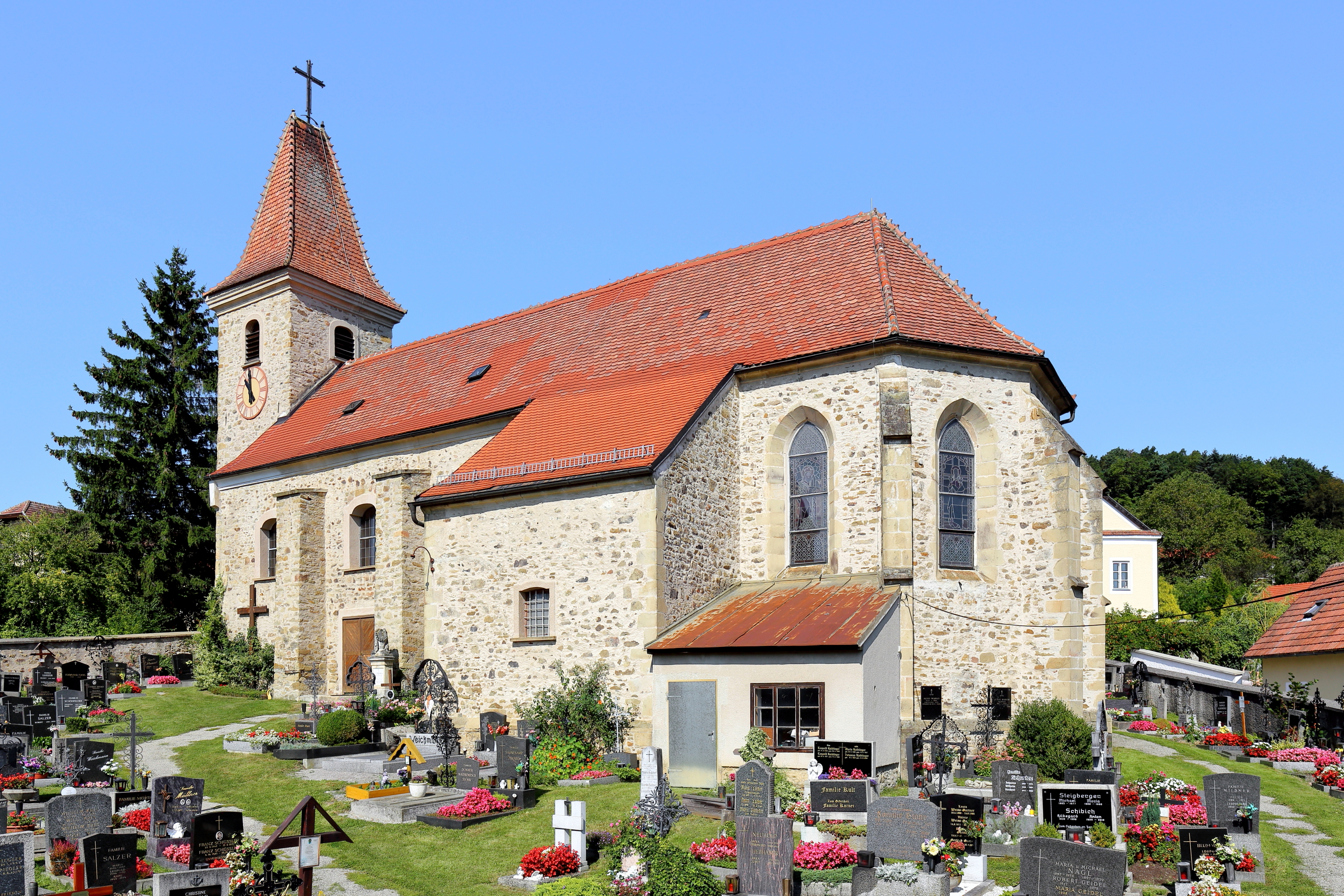
A Keresztelő Szt. János-plébániatemplom

Brand-Laaben a tartomány Mostviertel régiójában fekszik, a Bécsi-erdő nyugati peremén, a Laabenbach folyó mentén. Legmagasabb pontja a Schöpfl (893 m). Területének 54,1%-a erdő, 40,5% áll mezőgazdasági művelés alatt. Az önkormányzat 9 települést egyesít: Brand (111 lakos 2024-ben), Eck (83), Gern (86), Gföhl (13), Klamm (210), Laaben (508), Pyrat (68), Stollberg (90) és Wöllersdorf (89).
A környező önkormányzatok: északra Neustift-Innermanzing, északkeletre Altlengbach, keletre Klausen-Leopoldsdorf, délkeletre Altenmarkt an der Triesting, délre Kaumberg, délnyugatra Hainfeld, nyugatra Michelbach, északnyugatra Stössing.

## Története
Laabent 1334-ben említik először. A térségben először a kleinmariazelli apátságnak volt igazolható birtoka 1200 körül. 1434-ben a Hohenbergek és a perchtoldsdorfi ispotály rendelkezett Laabenben földekkel. Röviddel később a Wallsee, 1450 körül pedig az Uttendorf család is rendelkezett itteni birtokkal. Az 1938-as osztrák címjegyzék szerint a községben egy orvos, egy taxisofőr, egy könyvkötő, egy hentes, tíz vendéglős, egy fakereskedő, egy szobafestő, egy gyümölcskereskedő, három kovács, egy cipész, két ács, egy kovácsmester, egy asztalos, egy asztalosmester és számos földműves élt; ezenkívül egy fűrészüzem működött a községben.

## Lakosság
A brand-laabeni önkormányzat területén 2024 januárjában 1258 fő élt. Lakosságszáma 1869-ben tetőzött 1661 fővel, 1951 óta stagnál. 2022-ben az ittlakók 92,8%-a volt osztrák állampolgár; a külföldiek közül 2,4% a régi (2004 előtti), 3,3% az új EU-tagállamokból érkezett. 0,6% a volt Jugoszlávia (Horvátország és Szlovénia kivételével) vagy Törökország; 0,9% egyéb ország polgára volt. 2001-ben a lakosok 89,8%-a római katolikusnak, 2,8% evangélikusnak, 0,4% ortodoxnak, 0,3% mohamedánnak, 5,8% pedig felekezeten kívülinek vallotta magát. Ugyanekkor a legnagyobb nemzetiségi csoportot a németek (97,8%) mellett a magyarok alkottál 3 fővel (0,3%). 
A népesség változása:

| 2016 | 1 209 |
| 2018 | 1 232 |

## Látnivalók
- a Keresztelő Szt. János-plébániatemplom

## Fordítás
- Ez a szócikk részben vagy egészben  a   Brand-Laaben című német Wikipédia-szócikk ezen változatának fordításán alapul.  Az eredeti cikk szerkesztőit annak laptörténete sorolja fel. Ez a jelzés csupán a megfogalmazás eredetét és a szerzői jogokat jelzi, nem szolgál a cikkben szereplő információk forrásmegjelöléseként.